# Silvino Chiappara
Silvino Chiappara (Sestri Levante, 23 gennaio 1954) è un allenatore di calcio ed ex calciatore italiano.

## Carriera
Ha iniziato la carriera nel Sestri Levante per poi passare al Genoa, nei primi anni della guida tecnica di Luigi Simoni. Colleziona 29 presenze e una rete in prima squadra in tre annate, di cui 3 in Serie A nella stagione 1976-1977 (esordio il 24 ottobre 1976 in occasione della sconfitta interna col Napoli).
Ceduto nella stagione 1977-1978 alla Sambenedettese, passa poi al Trento per fare infine ritorno al Sestri Levante.
Ritiratosi dal calcio giocato, Chiappara ha allenato le giovanili del Sestri Levante.

## Palmarès
- Campionato italiano di Serie B: 1

Genoa: 1975-1976